# Paul Karch (Fußballfunktionär)
Paul Karch (* 1901 in Ruchheim; † 1985) war ein deutscher Unternehmer und erster Nachkriegs-Präsident des 1. FC Kaiserslautern.

## Leben
1925 gründete Karch eine Schreinerei, die er zusammen mit seiner Frau Katharina Karch führte. Das Unternehmen besteht bis heute als möbel karch in Kaiserslautern. Von 1922 bis 1927 war Karch Kassierer bei der Kolpingfamilie-Zentral Kaiserslautern.
Karch war Spieler beim SV Phönix Kaiserslautern und deren erster Vorstand. Im Juni 1929 wurde Karch zweiter Vorsitzender des fusionierten FVK-Phönix Kaiserslautern, der im 1. FC Kaiserslautern aufging. Karch trug nach Ende des Zweiten Weltkriegs maßgeblich dazu bei, dass der 1. FC Kaiserslautern am 19. Juni 1946 wieder unter altem Namen gegründet werden konnte.
Von 1946 bis 1949 war er Präsident des Vereins. In seiner Amtszeit war der 1. FC Kaiserslautern die stärkste Mannschaft in der Oberliga Südwest. Neben der Oberligameisterschaft 1947 und 1948 wurde der FCK in diesen Jahren auch Französischer Zonenmeister. 1948 erreichte die Mannschaft erstmals das Finale der deutschen Meisterschaft, in dem sie gegen den 1. FC Nürnberg mit 1:2 unterlag. Im darauffolgenden Jahr wurden die „Roten Teufel“ nach einem 2:1 gegen Kickers Offenbach dritter in der deutschen Meisterschaft.
Karch war bei den Alten Herren bis 1950 aktiv und wurde 1959 Ehrenmitglied des Vereins. 1965 wurde Karch nochmal stellvertretender Vorstandsvorsitzender und 1966 Verwaltungsratsvorsitzender des 1. FC Kaiserslautern. Auch sein Bruder Heinrich Karch war bis 1938 im Verein aktiv.
Karch war 1946 hinter Wilhelm Franke zweiter Vorsitzender der neugegründeten CDU in Kaiserslautern. 